# Fred Bryan
Fred Bryan (* 1961) ist ein US-amerikanischer Schiedsrichter im American Football, der seit der Saison 2009 in der NFL tätig ist. Er trägt die Uniform mit der Nummer 11.

## Karriere
Bryan startete seine NFL-Laufbahn als Umpire. Sein erstes Spiel – die Jacksonville Jaguars gegen die Indianapolis Colts – war am 13. September 2009.
Er war Umpire in zwei Super Bowls: Im Super Bowl LIII im Jahr 2019 in der Crew unter der Leitung von Hauptschiedsrichter John Parry und im Super Bowl LV im Jahr 2021 im Schiedsrichtergespann von Carl Cheffers.